# روبرتو أبلاي
روبرتو أبلاي (بالإسبانية: Roberto Aballay)؛ مواليد 22 نوفمبر 1922 في بوينس آيرس، الأرجنتين، هو لاعب كرة قدم أرجنتيني سابق كان يلعب كمهاجم. اعتزل اللعب عام 1956 مع نادي مولودية الجزائر. بدأ مسيرته الرياضية عام 1940 مع نادي أتلتيكو ريفر بليت.

## روابط خارجية
- روبرتو أبلاي على موقع قاعدة بيانات كرة القدم.إي يو (الإنجليزية)
- روبرتو أبلاي على موقع عالم كرة القدم.نت (الإنجليزية)